# Kanton Wormhout
Kanton Wormhout (Frans: Canton de Wormhout) is een kanton van het Franse Noorderdepartement. Het kanton maakt deel uit van het arrondissement Duinkerke. Het kanton werd begin 2015 uitgebreid met delen van de omliggende kantons Kassel, Hondschote, Sint-Winoksbergen, Bourbourg en Steenvoorde, waardoor het aantal gemeenten in het kanton toenam van 11 tot 45.

## Gemeenten
Het kanton Wormhout omvat sinds 2015 de volgende gemeenten:
- Arneke (Frans: Arnèke)
- Bambeke (Frans: Bambecque)
- Bavinkhove (Frans: Bavinchove)
- Bissezele (Frans: Bissezeele)
- Bollezele (Frans: Bollezeele)
- Broksele (Frans: Broxeele)
- Buisscheure (Frans: Buysscheure)
- Ekelsbeke (Frans: Esquelbecq)
- Eringem (Frans: Eringhem)
- Hardefoort (Frans: Hardifort)
- Herzele (Frans: Herzeele)
- Holke (Frans: Holque)
- Hondschote (Frans: Hondschoote)
- Hooimille (Frans: Hoymille)
- Houtkerke (Frans: Houtkerque)
- Killem
- Krochte (Frans: Crochte)
- Kwaadieper (Frans: Quaëdypre)
- Lederzele (Frans: Lederzeele)
- Ledringem (Frans: Ledringhem)
- Merkegem (Frans: Merckeghem)
- Millam
- Nieuwerleet (Frans: Nieurlet)
- Noordpene (Frans: Noordpeene)
- Ochtezele (Frans: Ochtezeele)
- Oostkappel (Frans: Oost-Cappel)
- Oudezele (Frans: Oudezeele)
- Rekspoede (Frans: Rexpoëde)
- Rubroek (Frans: Rubrouck)
- Sint-Momelijn (Frans: Saint-Momelin)
- Soks (Frans: Socx)
- Steenvoorde
- Terdegem (Frans: Terdeghem)
- Volkerinkhove (Frans: Volckerinckhove)
- Warrem (Frans: Warhem)
- Waten (Frans: Watten)
- Wemaarskappel (Frans: Wemaers-Cappel)
- Westkappel (Frans: West-Cappel)
- Wilder (Frans: Wylder)
- Winnezele (Frans: Winnezeele)
- Wormhout (hoofdplaats)
- Wulverdinge (Frans: Wulverdinghe)
- Zegerskappel (Frans: Zegerscappel)
- Zermezele (Frans: Zermezeele)
- Zuidpene (Frans: Zuytpeene)